# Типлер, Франк
Франк Дж. Типлер (англ. Frank Jennings Tipler III; род. 1 февраля 1947, Андалужа, Алабама) — американский физик, математик и космолог, работающий на факультете математики и физики Университета Тулана. Сторонник концепции «точки Омега» Пьера Тейяра де Шардена — сингулярности, целенаправленно организованной во Вселенной разумной жизнью.

## Биография
Франк Типлер родился в 1947 году, в Андалуже (штат Алабама, США). В возрасте 22 лет он получил степень бакалавра физических наук в Массачусетском технологическом институте, а в 1976 году — докторскую степень в Университете Мэриленда в области глобальной общей теории относительности. С 1981 года является профессором математической физики в Университете Тулана.